# 61

## Nașteri
- Plinius cel Tânăr (Caius Plinius Caecilius Secundus), autor, magistrat și avocat roman (d. 113)

## Decese
- dată necunoscută: Boudica regină a icenilor (n. 30)
- dată necunoscută: Barnaba  (n. ?)